# ناديم أميري
ناديم أميري (بالألمانية: Nadiem Amiri)‏ (27 أكتوبر 1996 لودفيغسهافن ألمانيا - ) هو لاعب كرة قدم ألماني، من أصل أفغاني يلعب كلاعب وسط.

## وصلات خارجية
ناديم أميري على موقع الاتحاد الأوربي (الإنجليزية)
- ناديم أميري على موقع قاعدة بيانات كرة القدم.إي يو (الإنجليزية)
- ناديم أميري على موقع بيانات كرة القدم. دي إي (الألمانية)
- ناديم أميري على موقع ناشيونال فوتبول تيمز (الإنجليزية)
- ناديم أميري على موقع Soccerway.com (الإنجليزية)
- ناديم أميري على موقع عالم كرة القدم.نت (الإنجليزية)
- ناديم أميري على موقع أوليمبيديا (الإنجليزية)
- ناديم أميري على موقع اللجنة الأولمبية الألمانية (الألمانية)
- ناديم أميري على موقع AS.com (الإسبانية)